# Nationalpark Phu Chong Na Yoi
Der Nationalpark Phu Chong Na Yoi (Thai:อุทยานแห่งชาติภูจองนายอย) ist ein Nationalpark in Thailand. Er liegt in der Nordostregion des Landes, an der Grenze zu Laos und Kambodscha und wurde am 1. Juni 1987 zum 53. Nationalpark Thailands ernannt.

## Geographie
Der Nationalpark umfasst ein Gebiet von 428.750 Rai (686 km²), er liegt in den Landkreisen (Amphoe) Buntharik, Na Chaluai, Nam Yuen der Provinz Ubon Ratchathani. Der Park wird teilweise von der Phanom-Dongrek-Gebirgskette durchzogen. Das Terrain besteht aus Sandstein und Laterit.

## Klima
Wie in fast allen anderen Landesteilen gibt es auch hier drei Jahreszeiten: die Regen-, Winter- und Sommersaison.
- Sommer: März bis Mai
- Regen: Juni bis November
- Winter: Dezember bis Februar

## Flora und Fauna
Die Fläche des Phu Chong Na Yoi Nationalparks wird zu etwa 75 % von Wäldern bedeckt, zum überwiegenden Teil von immergrünen Wäldern, aber auch Misch- und trockene Dipterocarp-Wälder kommen vor.

### Pflanzen
- Krabak-Baum (Anisoptera costata)[1] (Thai: กระบาก)
- Hopea odorata
- Burma-Padouk (Pterocarpus macrocarpus)[2]
- Shorea obtusa, Shorea siamensis, Shorea roxburghii[3]
- Dipterocarpus alatus, Dipterocarpus obtusifolius, Dipterocarpus tuberculatus
- Thailändischer Rosenholzbaum (Dalbergia cochinchinensis)
- Mueat Khon (Helicia sp.)

### Tierarten
- Fahnendrongo (Dicrurus macrocercus)
- Streifen-Bartvogel (Megalaima lineata)
- Rußhaubenbülbül (Pycnonotus aurigaster)
- Haarvogel (Pycnonotus blanfordi)
- Gebirgsstelze (Motacilla cinerea)

Der Nationalpark ist immer wieder von illegalem Abholzen des wertvollen „Rosenholzes“ (thailändisch พะยูง, phayung) betroffen. Staatsbeamte und Polizisten stehen im Verdacht, mit den Holzfällerbanden (vorwiegend aus dem benachbarten Kambodscha) zu kooperieren.

## Sehenswürdigkeiten
- Huai-Luang-Wasserfall
- Praown-Raor-Wasserfall